# Grain de Sail II
Grain de Sail II est un cargo à voiles français de 2023, construit par le chantier naval Piriou au Vietnam, pour l’entreprise morlaisienne Grain de Sail. 
Il est gréé en goélette et mesure 52 m de long,. Il peut transporter environ 350 tonnes de marchandises.
Le chantier a débuté en août 2022, et le navire a été baptisé en janvier 2024. Il est parti pour sa première traversée le 15 mars 2024. L'entreprise prévoit 5 rotations par an entre la France, l'Amérique et les Antilles.